# Zelandothorax novaezealandiae
Zelandothorax novaezealandiae (лат.) — вид коллембол, единственный в составе рода Zelandothorax из семейства Neelidae. Новая Зеландия (Океания).

## Описание
Размер тела менее 1 мм. Глаза всегда отсутствуют, усики короче диагонали головы. Антенномеры III и IV слиты. Тело шаровидной формы. Передний отросток лабрума с одним рядом из пяти проксимальных хет, укрытых в глубоких папиллах (вместо a- и m-рядов). Отсутствие дермастра. Сенсорные поля развиты со специальными внутренними хетами. Абдоминальный IV стернум с 2+2 кистевидными неосминтуроидными хетами. Дистальный суставной отросток манубриума с выпуклой вершиной. Денс с медианным суставным отростком. Унгуис с крупным Bp. Тентакулум (зацепка) с 4+4 зубцами.

## Систематика
Вид был впервые описан в 1944 году под названием Megalothorax novae-zealandiae Salmon, 1944, в 1963 году выделен в монотипический род Zelandothorax.